# Fétiaux
Le collège des fétiaux ou féciaux est un collège de prêtres de la Rome antique, principalement chargé, dans les relations entre Rome et les autres peuples (déclarations de guerre, traités), de faire en sorte que la pax deorum ne soit pas brisée.

## Histoire
Bien que religieux dans la forme, il a surtout un rôle politique comme beaucoup de collèges de prêtres romains. Il est chargé de veiller à la bonne application du ius gentium, le droit international de l'époque, afin de maintenir la pax deorum, l'alliance entre les dieux et Rome. Les rapports de la cité romaine avec l'extérieur sont placés sous la protection des dieux, selon la légende, par Numa Pompilius, qui crée ce collège ou Ancus Marcius ; ils durèrent jusqu'à la fin du IVe siècle de notre ère.

## Fonction
Le collège était composé de vingt membres qui se cooptaient. Ceux-ci étaient les gardiens et les interprètes d'un rituel spécial, le jus fetiale, qui donnait la consécration religieuse aux relations internationales ; leur concours était requis toutes les fois qu'il s'agissait de déclarer une guerre ou de conclure un traité, pour assurer l'exécution des formalités religieuses. En cas de guerre, le collège des fétiaux est chargé d'examiner de quel côté vient la provocation ; si c'est du côté de Rome, il exige que les coupables soient livrés à l'ennemi par la deditio ou extradition ; si c'est du côté de l'ennemi, il procède à la déclaration solennelle de guerre par la cérémonie de la clarigatio ou demande des dommages et intérêts.

### Déclaration de guerre
La fonction des fétiaux, contrairement à ce que prétend Denys d'Halicarnasse, n'est pas d'éviter la guerre. Ils ne le firent d'ailleurs qu'une fois. Elle est de présenter la guerre comme juste et légitime, et conforme à la tradition. Ceci explique le faible nombre d'interventions des fétiaux au cours de l'histoire romaine. De toute façon, les Romains n'étaient pas particulièrement pacifiques : les portes du temple de Janus n'ont ainsi été fermées que deux fois de Numa Pompilius à Auguste, une fois au IVe siècle av. J.-C. et une fois en 34 av. J.-C. pour trois mois.
Sous Tullus Hostilius, le roi le plus belliqueux de l'histoire romaine, se mettent au point les conditions techniques de déclaration de guerre, qui permettent de déclarer ce qui est contraire à la justice et à la religion. Si tout est fait dans les formes, alors on a une bellum iustum, une guerre juste, et la victoire est nécessairement acquise aux Romains, puisqu'il y a une adéquation totale avec la façon religieuse de déclarer la guerre, conforme à la volonté des dieux. La seule explication de la défaite devient alors le non-respect des rites, et non une infériorité quelconque des Romains.
À cet effet,, une délégation temporaire du collège, composée de deux à quatre membres, sous la conduite de l'un d'eux qui prend pour la circonstance le titre de pater patratus populi romani, va cueillir sur le Capitole la verveine sacrée, puis se rend en grande pompe à la frontière du peuple agresseur ; elle réclame l'extradition des coupables. Si elle l'obtient, l'affaire ne va pas plus loin ; sinon, elle procède, trente jours plus tard, à une nouvelle sommation ; enfin, la guerre étant inévitable, elle se transporte une fois encore à la frontière du pays ennemi, prononce une formule sacramentelle, et lance sur le territoire ennemi un javelot en bois de cornouiller. Tous les détails de ces cérémonies sont rapportés par Tite Live (I, 32), à propos de la guerre entre Rome et Albe.
Quand les conquêtes de Rome s'étendirent de tous les côtés, il ne fut plus possible de procéder à ce cérémonial compliqué : on le remplaça par quelques fictions symboliques, ainsi par le jet d'un javelot au-delà de la frontière fictive du pomerium dans la direction du peuple ennemi. Jusque sous l'Empire, encore à l'époque de Marc-Aurèle, il n'y avait pas de déclaration de guerre sans ce cérémonial.

### Les traités de paix et les réparations
L'autre raison d'être du collège est d'accomplir les rites religieux qui donnent un caractère irrévocable aux traités de paix ou d'alliance (foedera en latin). Dans ce cas, le pater patratus, après qu'on a procédé à la lecture du traité, frappe avec un silex, conservé dans le temple de Jupiter Férétrien, le porc qui doit être immolé à cette occasion ; il prononce en même temps les formules sacramentelles (Tite Live, I, 24) – de là l'expression foedus ferire (« frapper un traité »). Après la cérémonie, le texte du traité est confié à la garde du collège. Il arriva que la députation du collège se transportât dans le pays ennemi pour procéder à cette cérémonie ; ainsi, en 201 av. J.-C., les féciaux allèrent en Afrique pour ratifier la paix conclue avec Carthage à la suite de la bataille de Zama. Mais presque toujours les rites religieux s'accomplissaient à Rome en présence des représentants de la partie adverse. En un mot, le collège des fétiaux était chargé de placer tous les actes des relations extérieures du peuple romain sous la protection de la divinité ; il créa ainsi les principes du droit international (G. L.-G.).
Après Tullius Hostilius, Ancus Marcius a introduit une nouvelle procédure : la rerum repetitio (la « réclamation des choses »). Elle codifie la demande de réparation de dommages causés à l'ensemble du peuple romain. Elle est efficace une fois, avec la restitution d'un territoire contesté.

### Interventions
- Royauté : 2 interventions pour chaque règne
- Ve siècle av. J.-C. : 5
- IVe siècle av. J.-C. : 9
- IIIe siècle av. J.-C. : 5
- IIe siècle av. J.-C. : 2 (pour de simples consultations)
- Ier siècle av. J.-C. : 1 utilisation par Octave pour la déclaration de guerre à Antoine et Cléopâtre.

Les fétiaux n'interviennent pas pendant près d'un siècle et demi, et même plus si on exclut les interventions du IIe siècle, c'est-à-dire à l'époque où la conquête romaine se fait. Le Ve siècle n'est pas au contraire le plus belliqueux.
Si l'activité des fétiaux s'éteint ainsi, c'est probablement que la supériorité militaire de Rome la dispense aussi bien de la guerre juste que des traités honorables (Fœdus æquum).
Par ailleurs, avec l'éloignement des frontières de l'Empire, ils quittent leur rôle d'ambassadeurs et restent à Rome pour déclarer la guerre (Servius, Ad Aen. IX, 52) : ils exercent des fonctions rituelles (préserver le rite ancien afin de rester en paix avec les dieux) et non plus politiques. À partir de la fin du Ier siècle av. J.-C., leur remplacement par des légats sénatoriaux devient de plus en plus évident. Suétone mentionne toutefois la reprise du rituel des fétiaux par Claude lors de traités avec des rois étrangers.

#### Sources antiques
- Denys d'Halicarnasse, Antiquités romaines, II, 72.
- Tite-Live, Ab Vrbe condita, I, 24.
- Tite-Live, Ab Vrbe condita, I, 32, 6-10.

#### Ouvrages contemporains
- Jean Bayet, Histoire politique et psychologique de la religion romaine, Paris, Payot, 1956, 2e éd., 312 p. (ISBN 2-228-32810-3)
- Georges Dumézil, La religion romaine archaïque : avec un appendice sur la religion des Étrusques, Paris, Payot, 1974, 700 p. (ISBN 978-2-228-89297-1)
- Georges Dumézil, Idées Romaines, Paris, Gallimard, 1969 (ISBN 978-2-07-026962-4)
- Marcel Le Glay, La religion romaine, Paris, Armand Colin, 1991, 2e éd. (ISBN 2-200-32202-X)
- Yves Lehmann, La religion romaine, Paris, Presses universitaires de France, coll. « Que sais-je ? » (no 1890), 1989, 2e éd. (ISBN 978-2-13-045255-3)
- Bernadette Liou-Gille, Lecture religieuse de Tite-Live I, Klincksieck, coll. « Études et commentaires », 2000, 453 p. (ISBN 978-2-252-03172-8)
- John Scheid, La religion des Romains, Paris, Armand Colin, coll. « Cursus », 2010, 176 p. (ISBN 978-2-200-25466-7)
- (en) Mary Beard, John North et Simon Price, Religions of Rome, vol. I : A History, Cambridge/New York/Melbourne, Cambridge University Press, 1998, 454 p. (ISBN 0-521-30401-6)
- (en) Claude Eilers, Diplomats and Diplomacy in the Roman World, Leiden, Brill, 2009, 254 p. (ISBN 978-90-04-17098-8, lire en ligne)
- Giovanni Turelli, Audi Iuppiter. Il collegio dei feziali nell'esperienza giuridica romana, Milan, Giuffrè Editore, 2011, 280 p.  (ISBN 978-88-14-15766-0)
- Giovanni Turelli, Fetialis religio, Turin, G. Giappichelli, 2020, 120 p.  (ISBN 978-8892137035)

#### Articles
- Claudine Auliard, « Les Fétiaux, un collège religieux au service du droit sacré international ou de la politique romaine ? », Mélanges Pierre Lévêque, vol. VI,‎ 1992, p. 1-16
- Jean Bayet, « Le rite du fécial et le cornouiller magique », Mélanges d'archéologie et d'histoire, t. 52,‎ 1935, p. 29-76 (lire en ligne)
- André Magdelain, « Quirinus et le droit », Mélanges de l’École française de Rome. Antiquité, t. 96, no 1,‎ 1984, p. 195-237 (lire en ligne)
- André Magdelain, « Le Ius archaïque », Publications de l'École française de Rome « Jus imperium auctoritas. Études de droit romain », no 133,‎ 1990, p. 3-93 (lire en ligne)
- Christiane Saulnier, « Le rôle des prêtres fétiaux et l'application du ius fetiale à Rome », Revue historique du droit français et étranger, no 58,‎ 1980, p. 171–199
- (en) T. R. S. Broughton, « Mistreatment of Foreign Legates and the Fetial Priests: Three Roman Cases », Phoenix, vol. 41, no 1,‎ 1987, p. 50-62
- (en) R. A. Kearsley, « Octavian in the year 32 BC: The S.C. De Aphrodisiensibus and the genera militiae », Rheinisches Museum für Philologie, Neue Folge, vol. 142,‎ 1999, p. 52-67
- (en) Stewart Irvin Oost, « The Fetial Law and the Outbreak of the Jugurthine War », The American Journal of Philology, vol. 75, no 2,‎ 1954, p. 147-159
- (en) Robert J. Penella, « War, Peace, and the ius fetiale in Livy 1 », Classical Philology, vol. 82, no 3,‎ 1987, p. 233-237
- (en) J. H. Richardson, « The Pater Patratus on a Roman Gold Stater : A Reading of "RRC" Nos. 28/1-2 and 29/1-2 », Hermes, vol. 136, no 4,‎ 2008, p. 415-425
- (en) Federico Santangelo, « The Fetials and their ius », Bulletin of the Institute of Classical Studies, no 51,‎ 2008, p. 63-93
- (en) Frank Tenney, « The Import of the Fetial Institution », Classical Philology, vol. 7, no 3,‎ 1912, p. 335-342
- (en) F. W. Walbank, « Declaration of War in the Third and Second Centuries », Classical Philology, vol. 44, no 1,‎ 1949, p. 15-19
- (en) Thomas Wiedemann, « The Fetiales: A Reconsideration », The Classical Quarterly, New Series, vol. 36, no 2,‎ 1986, p. 478-490
- (it) Romano Sgarbi, « A propositio del lessema latino Fetiales », Aevum, vol. 66,‎ 1992, p. 71-78